# AbeBooks
AbeBooks é um mercado online para livros. A maioria dos livros listados são usados, muitos são raros ou fora de catálogo, e um número crescente são livros novos. A empresa está sediada em Victoria, Canadá, com um escritório em Düsseldorf, Alemanha. Foi criado em 1995 e lançou seu site em 1996. No momento, eles listam milhões de livros para venda de milhares de livreiros em mais de 50 países. AbeBooks oferece seis sites regionais: para a América do Norte, França, Alemanha, Itália, Reino Unido e Espanha (Iberlibro.com). Em 1 de agosto de 2008, AbeBooks anunciou que tinha sido adquirida pela Amazon.com.

## História
AbeBooks foi fundada em 1995 por Rick, Vivian Pura, Keith Waters e Cathy. O site foi lançado em 1996, incluindo inicialmente uma lista de apenas quatro livrarias. AbeBooks adquirido na Alemanha JustBooks GmbH mercado de livro on-line em 2001, o que ajudou a empresa a expandir-se para os mercados de venda de livros on-line alemães, franceses e britânicos. Em 2004, expandiu seu modelo AbeBooks para incluir novos livros, e adquiriu a empresa espanhola IberLibro, para melhor servir o mercado espanhol.
Em 2002, os sócios fundadores foram comprados pela empresa de mídia alemã Hubert Burda Media.
Desde a década de 1990 a 2005, AbeBooks teve acordos de revenda com a eBay, Half.com, Barnes & Noble.com, BibliOZ.com e Amazon.com, permitindo AbeBooks para comercializar e vender livros de livreiros através desses canais; estes acordos foram dissolvidos em 2005. AbeBooks atualmente só tem um contrato de revenda com a Amazon.com. AbeBooks comprou IberLibro.com em outubro de 2004 e seu inventário foi integrada na base de dados da AbeBooks em dezembro de 2006. Em novembro de 2005, adquiriu BookFinder.com, uma site americano de comparação de preço do serviço de compras de livros . Em fevereiro de 2006, AbeBooks adquiriu inventário de livros da empresa de gestão FillZ. Em maio de 2006, AbeBooks comprou uma participação de 40 por cento no LibraryThing, um site de rede social e catalogação livro para bibliófilos.
AbeBooks adquirida Chrislands, uma empresa que hospeda sites para mais de 1000 livreiros, em abril de 2008. Em maio de 2013, AbeBooks vendido ChrisLands de volta para um de seus fundadores originais, Jaymes Sorbel.
Em junho de 2008 AbeBooks foi premiado com o British Columbia Technology Industry Association Impact Award para a liderança na Responsabilidade Social para as suas atividades caritativas, iniciativas de alfabetização e, compromisso com a proteção do ambiente nas suas práticas de negócios.
Em 1 de agosto de 2008, AbeBooks anunciou que iria ser adquirida pela Amazon.com, e também propriedade de 40% sobre LibraryThing.
Em outubro de 2008, AbeBooks foi nomeado um dos do Canada's Top 100 Employers; em 2012, AbeBooks foi novamente nomeada uma das top do Canada's Top 100 Employers.
Em maio de 2010, lançou o Programa AbeBooks, Canal AbeBooks para fornecer aos seus livreiros com a oportunidade de listar seus livros para venda na Amazon.com. O Programa de Canal foi definitivamente encerrada em 16 de junho de 2014.
Em 2011, adquiriu ZVAB.com - um mercado mundial para livros raros alemãs com mais de 3.000 livreiros profissionais em 27 países oferecendo aos clientes milhões de livros antigos e fora de catálogo.

## Vendedores
Vendedores pagam uma assinatura mensal para listar seus livros no site, variando de US$25,00 a US$300,00 dependendo do número de livros que lista. Esta taxa de subscrição está em vigor desde, pelo menos, Abril de 2008. Além disso, os vendedores pagam uma taxa percentual para cada livro vendido através dos sites.
AbeBooks inicialmente oferecia seus serviços para uma taxa de listagens planas, com base no número de títulos listados para venda. O modelo foi alterado no início de 2000 para incluir uma comissão sobre as vendas. Em abril de 2006, iniciou o processamento obrigatório de transações com cartões de crédito MasterCard e Visa em nome de seus vendedores e acrescentou uma taxa de 5,5% para a prestação deste serviço: anteriormente este serviço tinha sido opcional. Em 2008, começou a cobrar uma comissão de 13,5% sobre o custo da postagem, bem como o preço do livro. Atualmente (2013), a taxa de comissão é fixada em 8% de porte e preço do livro.
Os vendedores podem, dentro dos limites, definir suas próprias tarifas postais normais para vários países ou pelas transportadoras diferentes. Livreiros pode fazer upload de seu inventário utilizando o seu próprio software de planilha eletrônica ou via interface do site. Os itens que vendem são enviados diretamente desde o livreiro individual. Algumas livrarias têm livros novos diretamente enviados dos atacadistas ou editores. Enquanto AbeBooks é sem dúvida o maior desses sites, a maioria dos livreiros que listam em AbeBooks também uma lista dos livros em vários mercados similares, tais como Amazon.com, Biblio.com, Half.com, etc.